# Nastus hooglandii
Nastus hooglandii är en gräsart som beskrevs av Richard Eric Holttum. Nastus hooglandii ingår i släktet Nastus och familjen gräs. Inga underarter finns listade i Catalogue of Life.